# Джанике
Джанике́ (крым. Canike, جانـيـكه‎; конец XIV века — 1437) — крымская принцесса из рода чингизидов, дочь золотоордынского хана Тохтамыша, супруга полководца эмира Едигея — основателя Ногайской Орды, правительница Кырк-Ора.
Родилась в конце XIV века, предположительно, в Крыму. В 1416 году со своей свитой совершила паломничество в Мекку, что произвело большое впечатление на весь мусульманский мир, вследствие чего она получила известность в исламских странах.
Джанике-ханым сыграла важную роль в обособлении Крымского ханства от Золотой Орды. Она, будучи правительницей Кыркорского бейлика, оказывала поддержку будущему первому крымскому хану Хаджи Гераю в борьбе с потомками Тохтамыша Кичи-Мухаммедом и Сайид Ахмадом, которые претендовали на полную власть в Крыму.
Скончалась на полуострове в 1437 году, где и была погребена в специально построенном мавзолее (на крымскотатарском — «дюрбе») с титулом «Великой государыни». С персоной Джанике связано множество различных легенд и сказаний, достоверность которых не до конца ясна.

## Биография
Джанике, вероятнее всего, родилась в Крыму, в городе Кырк-Ор. Её отцом был хан Золотой Орды Тохтамыш, матерью ханша Тогайбек (в русскоязычных источниках Тавлин-бек), — дочь Киркельского хана Хаджи-бека, наместника золотоордынского хана. О детстве Джанике практически ничего неизвестно. Она родилась примерно за 14-15 лет до разрыва дружеских отношений между Едигеем и Тохтамышем в 1397 году.
Первым документальным свидетельством о Джанике-ханым является упоминание о её браке с сыном тюркского беклярбека Балтычака Едигеем, — эмиром Ногайской Орды, который был тогда в близких дружеских отношениях с Тохтамышем. Начиная с 1395 года, после поражения Тохтамыша от Тимура (Тамерлана), влияние Едигея, подкреплённое женитьбой на Джанике, значительно выросло. Брак с чингизидкой, дочерью золотоордынского хана, давал возможность потомкам Едигея, который сам не являлся чингизидом, претендовать на ордынский престол. Выгода Тохтамыша от замужества дочери была взаимной — через родственные связи он получал дополнительные рычаги влияния на своего эмира. Так, например, кроме этого, Тохтамыш выдал замуж сестру Джанике, имя которой неизвестно, за другого ордынского эмира — Базана.
В 1397 году Едигей, неожиданно для Тохтамыша, перешёл на сторону самаркандского правителя Тамерлана, который в это время находился в состоянии войны с золотоордынским правителем. В гневе из-за предательства Едигея Тохтамыш убил мать Джанике Тогайбек. Эта же участь, возможно, постигла бы и его дочь, но та находилась вне ханской ставки.
К концу XIV века Тохтамыш полностью утратил своё политическое влияние в Азии, а в начале следующего века умер при невыясненных обстоятельствах после очередной стычки с Едигеем, который к этому же времени стал фактически полновластным правителем Орды. В 1406 году Едигей захватил Хорезм, наместником которого был ставленник Тамерлана (умершего в 1405-м году), а в 1407 году Булгар, изгнав оттуда Джелал ад-Дина, брата Джанике, также претендовавшего на ханский титул. В 1411—1412 годах Джелал ад-Дин осаждал Хорезм, где находились Едигей и его жена, однако осада не увенчалась успехом.
Джанике-ханым стремилась получить политическое влияние в Золотой Орде, с этой целью в 1416 году она совершила хадж в Мекку. Об этом событии стало известно всему мусульманскому миру, что укрепило авторитет и влияние Джанике, повысило её известность. О прибытии дочери Тохтамыша в Дамаск писали арабские историки Ибн Хаджар аль-Аскаляни в трактате «Извещение неразумных о детях века» и Такиюддин аль-Макризи: «В 819 году прибыла в Дамаск хатун жена Идику, владетеля Дештского, с просьбой совершить хадж. Вместе с ней прибыло 300 всадников, и они совершили хадж в обществе сирийского каравана».
Одним из свидетельств влияния Джанике на Едигея является случай спасения ей своего брата, трёхлетнего царевича Кадыр-Берды, последнего сына Тохтамыша, от Едигея, который стремился сделать своего сына от Джанике единственным законным претендентом на престол Золотой Орды, физически устранив всех наследников Тохтамыша, в том числе и саму Джанике. Она в сопровождении нескольких человек в тайне от Едигея отправила брата в Крым (вероятно, в Кырк-Ор), чем обеспечила его безопасность. Спустя одиннадцать лет, в 1420 году, четырнадцатилетний Кадыр-Берды, ставший ханом Золотой Орды, собрал войско в Крыму и выступил против Едигея. В ходе битвы Едигей погиб, а через несколько дней от полученных ранений скончался и сам Кадыр-Берды, и Джанике-ханым стала старшей из рода Тохтамыша и могла претендовать на престол в Кырк-Оре, где она правила, скорее всего, в течение семнадцати лет, вплоть до своей смерти в 1437 году.
В условиях междоусобиц в Орде во время правления Джанике в Кырк-Оре появилась тенденция к обособлению Крыма в силу его географического положения, развития торгово-экономических отношений, приближенности к Византии и Западной Европе, при этом междоусобные столкновения в Золотой Орде иногда доходили и до Крымских гор.
Джанике во время своего правления в Кырк-Оре оказывала поддержку Хаджи Гераю в борьбе с потомками Тохтамыша Кичи-Мухаммедом и Сайид Ахмадом, которые так же, как и Хаджи Герай претендовали на полную власть в Крыму, и, вероятно, видела в нём своего наследника на крымском престоле. В источниках XVI—XVIII веков позиция, согласно которой обособление крымскотатарского государства возводилось к Тохтамышу, а Джанике была самой важной фигурой в этом процессе, полностью преобладала.

### Смерть
В 1437 году Джанике-ханым скончалась, что сильно ослабило положение Хаджи Герая в Крыму, который лишился поддержки и вынужденно эмигрировал в Литву.

## Легенды
С персоной Джанике связано немало различных легенд и сказаний. Известна легенда, согласно которой она, «юная и прекрасная девушка», погибла, защищая крепость Кырк-Ор от нападения врагов, и отец Джанике Тохтамыш приказал на месте её гибели воздвигнуть мавзолей, что маловероятно, поскольку Тохтамыш сам погиб задолго до смерти его дочери — в 1406 году. Согласно другой легенде, Джанике погибла вместе со своим возлюбленным, не приняв волю родителей. В 1967 году М. Кустовой было записано народное предание, согласно которому во дворец Тохтамыша, где жила Джанике, проник пастух Али, рассказавший ей, что Кырк-Ор осаждён, а люди гибнут от жажды, и что она на самом деле родом из Эски-Юрт, и только она, «тонкая, как веточка» девушка, может пробраться к воде; всю ночь они носили воду, заполняя бассейн. Утром, согласно преданию, Джанике, не выдержав напряжения, погибла, став почитаемой в народе. Дворец Тохтамыша действительно находился в Кырк-Оре: в районе Бурунчакской стены сохранились руины, а раскопки поблизости выявили большое количество осколков изразцов, которыми украшались богатые дома.

## Дюрбе
После смерти Джанике был воздвигнут мавзолей (по-крымскотатарски — «дюрбе»). Мраморное надгробие в дюрбе украшено арабской надписью: «Это — гробница великой государыни Джанике-ханым, дочери Тохтамыш-хана, скончавшейся месяца рамазана 841 года». Точное время сооружения мавзолея неизвестно. По одной версии, дюрбе сооружено сразу после смерти правительницы Кырк-Ора, по другой — в начале XVI века в правление Менгли Герая. Схожесть архитектурного стиля с Дюрбе Хаджи Герая в Салачике и Эски-Дюрбе в Бахчисарае позволяют сделать предположение, что, скорее всего, мавзолей Джанике-ханым был возведён во время правления Менгли Герая.